# Monument aux Lanciers
Le Monument aux Lanciers (en espagnol, Lanceros del Pantano de Vargas ou Monumento a los Lanceros) est un monument érigé par l'artiste colombien Rodrigo Arenas Betancur dans le département de Boyacá (Colombie) dans la municipalité de Paipa.
Il a été érigé en hommage à la bataille du Pantano de Vargas qui s'est déroulée le 25 juillet 1819, et plus précisément aux quatorze lanciers commandés par le colonel Juan José Rondón dont la charge a modifié l'issue de la bataille, transformant une défaite inéluctable en une victoire décisive pour la libération de la Nouvelle-Grenade.
Construit en 1969, 150 ans après la bataille, le monument en bronze mesure 100 mètres de long pour 30 mètres de large et 33 mètres de hauteur. Il est considéré comme le plus grand monument de Colombie.